# Воскресенье в Нью-Йорке
«Воскресенье в Нью-Йорке» (англ. Sunday in New York) — кинофильм Питера Тьюксбери, снятый в 1963 году. Поставлен по пьесе Нормана Красна.

## Сюжет
Эйлин обручена с Рассом. Её очень беспокоит тот факт, что она, возможно, единственная 22-летняя девушка в мире, которая остается в таком возрасте девственницей.
Эйлин приезжает в Нью-Йорк проведать своего брата Адама — пилота одной из авиалиний. Эйлин исповедует строгие принципы насчёт сексуальной жизни до свадьбы и из-за этого у неё возникла размолвка с Рассом. Адам на словах полностью соглашается с сестрой, а сам между тем торопится на свидание с очередной подружкой. Во время прогулки по городу Эйлин случайно знакомится с журналистом Майком и они мгновенно находят общий язык. Неизвестно как бы продолжилось это знакомство, если бы не внезапное появление Расса…

## В ролях
- Джейн Фонда — Эйлин
- Род Тейлор — Майк Митчел / Адам Тайлер
- Клифф Робертсон — Адам Тайлер
- Роберт Калп — Расс Уилсон
- Джо Морроу — Мона Харрис
- Джим Бакус — первый пилот Дрисдейл

## Награды и номинации
- 1963 — номинация на премию Золотой глобус
  - лучшая песня в фильме